# دالي ويليس
دالي ويليس (بالإنجليزية: Dale Willis)‏ هو لاعب كرة قاعدة أمريكي، ولد في 29 مايو 1938 في كالهون في الولايات المتحدة.

## وصلات خارجية
- دالي ويليس على موقعبيزبول رفرنس.كوم (الدوري الرئيسي) (الإنجليزية)
- دالي ويليس على موقعبيزبول رفرنس.كوم (الدوري الثانوي) (الإنجليزية)